# Кокотув
Кокотув (пол. Kokotów) — село в Польщі, у гміні Величка Велицького повіту Малопольського воєводства.
Населення — 2179 осіб (2011).

## Демографія
Демографічна структура станом на 31 березня 2011 року:
|          | Загалом | Допрацездатний вік | Працездатний вік | Постпрацездатний вік |
| -------- | ------- | ------------------ | ---------------- | -------------------- |
| Чоловіки | 1060    | 221                | 755              | 84                   |
| Жінки    | 1119    | 227                | 713              | 179                  |
| Разом    | 2179    | 448                | 1468             | 263                  |